# Larry Bunce
Lawrence Melvin „Larry” Bunce (ur. 29 lipca 1945 w Tacoma) – amerykański koszykarz, występujący na pozycji środkowego.

## Osiągnięcia
ABA
- Uczestnik meczu gwiazd ABA (1968)[1][2]